# Farní sbor Českobratrské církve evangelické v Plzni – Korandův sbor
Farní sbor Českobratrské církve evangelické v Plzni – Korandův sbor je sborem Českobratrské církve evangelické v Plzni. Sbor spadá pod Západočeský seniorát.
Faráři sboru jsou Miroslav Hamari a Helena Hamariová, kurátorem sboru Josef Beneš.

## Historie
Sbor vznikl jako kazatelská stanice sboru augsbuského vyznání Praha-Salvátor. 

Zajímavostí je, že v obytném domě sboru se nacházel původně druhý nejstarší výtah v Plzni.

## Faráři sboru
- František Hašek (1948–1957)
- Jaromír Klimecký (1951-1979)
- Jan Šoltész (vikář, 1966–1968)
- Pavel Pellar (1969–1991)
- Daniel Matějka st. (1979–1992)
- Luděk Korpa (jáhen, 1994–2003)
- Pavel Pellar (1998–2001)
- Miroslav Hamari (2001–)
- Helena Hamariová (2003–)